# Uropsilus huanggangensis
Uropsilus huanggangensis — вид ссавців родини Talpidae з гір Уї, провінція Цзянсі, східний Китай.
Етимологія: видова назва huanggangensis походить від гори Хуанган, типової місцевості нового виду; латинський прикметниковий суфікс -ensis означає «належить до».
Діагноз: волосяний покрив на спині темно-шоколадно-коричневий. Морда найдовша з усіх видів роду. Хвіст тонкий і відносно короткий, в середньому становить 86% довжини голови й тулуба. Пучки на кінчику хвоста короткі. Слізний і підочноямковий отвір однакові за розміром. Зубна формула: I 2/1, C1/1, P 4/4, M 3/3 = 38. Перший різець I1 широкий і демонструє розширення на вершині рострума з видимим проміжком до I2. C1 більший за P1, а P1 і P3 однакові за розміром.